# Atriplex pringlei
Atriplex pringlei är en amarantväxtart som beskrevs av Paul Carpenter Standley. Atriplex pringlei ingår i släktet fetmållor, och familjen amarantväxter. Inga underarter finns listade i Catalogue of Life.